# Glaucostola simulans
Glaucostola simulans là một loài bướm đêm thuộc phân họ Arctiinae, họ Erebidae.